# 藤原雄敏
藤原 雄敏（ふじわら の おとし）は、平安時代初期の貴族。藤原京家、従三位・藤原継彦の子。官位は従四位上・兵部大輔。

## 経歴
天長2年（825年）従五位上、天長5年（828年）正五位下と、淳和朝で順調に昇進し、承和元年（834年）迄に従四位下に至っている。淳和朝では『令義解』編修にも参画した。また、承和元年（834年）淳和上皇の第三皇女・貞子内親王が薨去した際に遣わされて、葬儀の監護を行っている。
仁明朝では、勘解由長官を務めた後、承和5年（838年）従四位上、承和6年（839年）兵部大輔に叙任された。承和13年（846年）仁明天皇が紫宸殿に出御して酒宴が開かれた際、特別に召されて琵琶の演奏を行っている。承和15年（848年）2月4日卒去。最終官位は散位従四位上。

## 官歴
『六国史』による。
- 時期不詳：従五位下
- 天長2年（825年） 正月13日：従五位上
- 天長5年（828年） 正月7日：正五位下
- 時期不詳：従四位下
- 承和元年（834年） 5月22日：見勘解由長官
- 承和5年（838年） 正月7日：従四位上
- 承和6年（839年） 正月11日：兵部大輔
- 承和15年（848年） 2月4日：卒去（散位従四位上）